# Aira scoparia
Aira scoparia là một loài thực vật có hoa trong họ Hòa thảo. Loài này được Adamovic mô tả khoa học đầu tiên năm 1904.